# Учење условљавањем
Учење условљавањем је једноставни и основни облик, на који је могуће свести остале видове учења. Истраживањем овог облика учења посебно се бавио Павлов који га је сматрао основом свих психичких процеса.
Суштина се састоји да услед одређеног броја понављања појаве природне дражи са неком другом неутралном дражи организам и на другу драж реагује као на природну.

## Условљавање
Многе облике људског понашања објашњавамо условљавањем вишег реда, попут допадања одређених боја или привлачности која се осећа према непознатим људима. Такође се и неке форме неуротичног понашања објашњавају оваквим обликом учења.
Условљавањем се стиче нова, условна реакција не само на одређену условну драж него и на дражи које су сличне или у некој вези.
Понављање безусловне дражи уз условну драж учвршћује, условљава, појачава и поткрепљује одговор. Али ако се више пута даје само условна драж, а уз њу не и безусловна (без појачавања условне дражи), безусловна драж се губи. 
Овако се гаси условни рефлекс.